# Rosa Lobato de Faria
Rosa Maria de Bettencourt Rodrigues Lobato de Faria GOIH (Lisboa, Santa Isabel, Portugal, 20 de Abril de 1932 - Lisboa, Portugal, 2 de Fevereiro de 2010) foi uma actriz, escritora, romancista, poetisa, contista, dramaturga e guionista de novelas e séries portuguesa.

## Biografia
Atriz e escritora, Rosa Lobato de Faria nasceu em Lisboa, no seio de uma família originária da Índia Portuguesa, com raízes aristocratas. Filha de Vera Corrêa Mendes de Bettencourt Rodrigues e de Joaquim António de Lemos Lobato de Faria, capitão-de-mar-e-guerra do porto da Figueira da Foz e de Caminha.
Viveu em Entrecampos e estudou quatro anos (dos 13-17 anos) no Instituto de Odivelas, colégio para filhas de militares, e no Colégio Moderno. Estudou Filologia Germânica na Universidade de Coimbra.
Depois de ter sido dona de casa — enquanto casada com António Sacchetti, pretendente ao título de Visconde da Granja — e empregada numa loja de eletrodomésticos, teve a sua primeira experiência como atriz por volta dos 40 anos, pela mão de António-Pedro Vasconcelos, que a levou a participar no filme Perdido por Cem... (1973).
Por volta dos 50 anos inicia um percurso regular na televisão — Nicolau Breyner leva-a para o elenco de Vila Faia (1982), a primeira novela portuguesa. Quase ao mesmo tempo voltou ao cinema, com Lauro António, em Paisagem Sem Barcos (1983).
Na escrita, Rosa Lobato de Faria ganhou projeção como letrista de canções, depois de obter, já nos anos 1990, um primeiro lugar no Festival RTP da Canção com Amor de Água Fresca (1992), interpretado por Dina. Mas, além de letrista, o seu nome apareceria como romancista, contista, dramaturga e guionista de novelas e séries.
Em finais dos anos 1980 colaborou na escrita do guião da sitcom Humor de Perdição, ao lado de Herman José e Miguel Esteves Cardoso (1987) — sitcom em que também participava como atriz. A esta primeira experiência seguiram-se diversas séries e novelas, tais como Passerelle (1988), Pisca-Pisca (1989), Nem o Pai Morre Nem a Gente Almoça (1990), Telhados de Vidro (1993) e Tudo ao Molho e Fé em Deus (1995).
Foi a letrista que, a par de José Carlos Ary dos Santos, permanece como a mais bem sucedida no Festival RTP da Canção, tendo obtido quatro vezes o primeiro lugar com Amor de Água Fresca (1992), Chamar a Música (1994), Baunilha e Chocolate (1995) e Antes do Adeus (1997).
Foi também nos anos 1990 que surgiu como autora de romances — estreou-se com O Pranto de Lúcifer (1995), seguindo-se, a um ritmo de uma publicação por ano, os títulos Os Pássaros de Seda (1996), Os Três Casamentos de Camilla S. (1997), Romance de Cordélia (1998), O Prenúncio das Águas (1999) — galardoado com o Prémio Máxima de Literatura em 2000 — A Trança de Inês (2001) e, subsequentemente, O Sétimo Véu (2003), Os Linhos da Avó (2004) e A Flor do Sal (2005). Em coautoria participou em Os Novos Mistérios da Estrada de Sintra e Código d' Avintes. No conto publicou livros dedicados às crianças — A Erva Milagrosa, As quatro Portas do Céu e Histórias de Muitas Cores. Na poesia foi autora de A Gaveta de Baixo, longo poema inédito, acompanhado de aguarelas de Oliveira Tavares, estando o resto da sua obra poética reunida no volume Poemas Escolhidos e Dispersos (1997). Para o teatro escreveu as peças A Hora do Gato, Sete Anos – Esquemas de um Casamento e A Severa.
Além da experiência na novela Vila Faia, Rosa Lobato de Faria integrou o elenco de diversas outras séries e novelas (1987 - Cobardias, 1988 - A Mala de Cartão, 1992 - Crónica do Tempo, 1992 - Os Melhores Anos), sitcoms (1987 - Humor de Perdição, 1990 - Nem o Pai Morre Nem a Gente Almoça, 2002 - A Minha Sogra é uma Bruxa, 2006 - Aqui Não Há Quem Viva) e novelas (1983 - Origens, 2004 - Só Gosto de Ti, 2004 - O Jogo, 2005 - Ninguém como Tu).
Também voltou ao cinema, de novo com Lauro António, em O Vestido Cor de Fogo (1986), a que se seguiu, com Monique Rutler, Jogo de Mão (1984). Mais tarde, com João Botelho, participou em Tráfico (1998) e em A Mulher Que Acreditava Ser Presidente dos Estados Unidos da América (2003).
Vitimou-a uma anemia, aos 77 anos. Era viúva de Joaquim Aires de Figueiredo Magalhães (Porto, 5 de Agosto de 1916 - Lisboa, Hospital dos Capuchos, 26 de Novembro de 2008), editor literário, com quem casara civilmente a 14 de Agosto de 1978 e de quem não teve geração, desde 26 de Novembro de 2008.
"Balão Azul", um texto inédito da escritora, foi lançado em Março 2011 é o primeiro título da coleção Biblioteca Infantil Rosa Lobato de Faria .
A 8 de Junho de 2010 foi agraciada a título póstumo com o grau de Grande-Oficial da Ordem do Infante D. Henrique.

### Família
Com raízes na Índia Portuguesa, Rosa Lobato de Faria foi a segunda filha de um oficial da Marinha de Guerra, Joaquim António de Lemos Lobato de Faria (Goa, Pangim, 14 de Setembro de 1902 - Lisboa, 15 de Junho de 1982), Capitão-de-Mar-e-Guerra e Capitão do Porto da Figueira da Foz e do de Caminha, 6.º neto do 5.º Conde de São Vicente e duas vezes 8.º neto por bastardia do 2.º Conde de Aveiras, e de sua mulher e duas vezes prima em 2.º grau (Lisboa, 14 de Outubro de 1927) Vera Correia Mendes de Bettencourt Rodrigues (Lisboa, 14 de Outubro de 1905 - Lisboa, 26 de Março de 1963), bisneta por varonia dum Goês 6.ª neta do 5.º Conde de São Vicente e duas vezes 8.ª neta por bastardia do 2.º Conde de Aveiras, cresceu entre Lisboa e Alpalhão, no Alentejo.
Com apenas 19 anos casou em Caminha, Moledo, a 27 de Maio de 1951 com António de Vilas-Boas Romano e Vasconcelos Barreto Ferraz Sacchetti (5 de Fevereiro de 1928 - Lisboa, 7 de Novembro de 2016), que em Monarquia seria Representante do Título de Visconde da Granja, do qual foi primeira mulher e teve duas filhas (Teresa Maria e Ana Margarida) e um filho (João Rui) e de quem se divorciou mais tarde.
De Carlos Alberto Gomes Franco (Lisboa, 12 de Junho de 1928 - 15 de Maio de 1992) teve um filho: Nuno Alexandre (1964). Teve quatro filhos: João e Teresa Sachetti, Nuno Franco e Bi Rebelo de Sousa.

## Televisão
- Hospital das Letras, RTP 1964 - 'Declamação de poemas'
- Poetas de Hoje e de Sempre, RTP 1965
- Estúdio Charleston, RTP 1971
- Vila Faia, RTP 1982 - 'Beatriz Marques Vila'
- Gente Fina É Outra Coisa, RTP 1982 - 'Laura'
- Origens, RTP 1983 - 'Cacilda'
- Palavras Ditas, RTP 1984 - 'Declamação'
- Palavras Cruzadas, RTP 1986 - 'Helena'
- Cobardias, RTP 1987 - 'Modista'
- Eu Show Nico, RTP 1987 - 'Várias personagens'
- Humor de Perdição, RTP 1987/1988 - 'Cândida'
- Passerelle, RTP 1988
- Nem o Pai Morre nem a Gente Almoça, RTP 1990 - 'Carolina Torres'
- Chuva de Maio, RTP 1990 - 'Dona da Boutique'
- O Crime na Pensão Estrelinha, RTP 1990
- Hermanias - Especial Fim de Ano, RTP 1991
- Os Melhores Anos, RTP 1992 - 'Catarina'
- Crónica do Tempo, RTP 1992 - 'Manuela'
- Telhados de Vidro, TVI 1993 - 'Susana Sardi'
- O Rosto da Europa, RTP 1994 - 'Narradora'
- Trapos e Companhia, TVI 1994 - 'Atriz convidada'
- Um Sarilho Chamado Marina, SIC 1999
- Uma Casa em Fanicos, RTP 1999 - 'Bibi'
- Médico de Família, SIC 1999 - 'Baronesa'
- A Minha Sogra é Uma Bruxa, RTP 2002/2003 - 'Elvira'
- O Jogo, SIC 2003 - 'Teresinha'
- Inspector Max, TVI 2004 - 'Leonor'
- Baía das Mulheres, TVI 2004 - 'Teresa'
- Só Gosto de Ti, SIC 2004 - 'Avó Alda'
- Uma Aventura, SIC 2004 - 'Dona Celeste'
- Ninguém Como Tu, TVI 2005 - 'Maria de Lurdes (Milú) Gaspar dos Santos'
- Aqui não há quem viva, SIC 2006/2007 - 'Conceição'
- Deixa-me Amar, TVI 2008 - 'Eunice'

## Filmes
- A Mulher que Acreditava Ser Presidente dos Estados Unidos da América (2003)
- Tráfico (1998)
- Sur un air de mambo (1996)
- Feu Adrien Muset (1992)
- Le triplé gagnant (1989)
- Le retour d'Arsène Lupin (1989)
- A Mala de Cartão (1987)
- O Barão de Altamira (1986)
- O Vestido Cor de Fogo (1985)
- Paisagem Sem Barcos (1984)
- Jogo de Mão (1983)
- Perdido por Cem (1973)

## Canções
- “Amor D'Água Fresca” (1992), interpretada por Dina;
- “Chamar a Música” (1994), por Sara Tavares;
- "Baunilha e Chocolate” (1995), por Tó Cruz
- “Antes do Adeus” (1997), por Celia Lawson

## Obras literárias

### Romances
- 1995: O pranto de Lúcifer
- 1996: Os pássaros de seda
- 1998: Romance de Cordélia
- 1998: Os três casamentos de Camila S.
- 1999: O prenúncio das águas
- 2001: A trança de Inês
- 2003: O sétimo véu
- 2004: Os linhos da avó
- 2005: A flor do sal
- 2007: A estrela de Gonçalo Enes
- 2007: A alma trocada
- 2008: As esquinas do tempo
- 2011: Vento suão (Póstumo)

### Poesia
- 1992ː Memórias do corpo: poemas
- 1997ː Poemas escolhidos e dispersos

### Contos
- 2006: Asas sobre a cidade: conto de Natal

### Literatura infantil
- 1987: Histórias de muitas cores
- 1987: As pequenas palavras
- 1995: Livro do livro
- 2000: As quatro portas do céu
- 2002: ABC dos bichos em rima infantil
- 2002: ABC das flores e dos frutos em rima infantil
- 2007: A parábola dos dez porquinhos
- 2011: O balão azul (Póstumo)
- 2013: Alma minha gentil (Póstumo)